# Ajmara

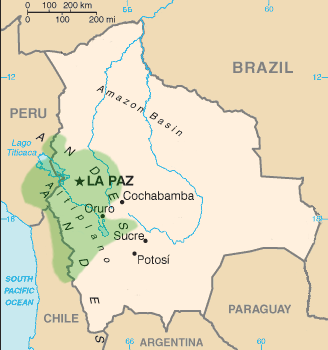
Kolorem zielonym zaznaczony obszar, na którym ponad 90% ludzi posługuje się językiem ajmara.

Ajmara, Ajmarowie (hiszp. Aymara) – grupa etniczna Indian Ameryki Południowej posługujących się językiem ajmara, należącym do ajmarskiej rodziny językowej.

## Historia
Na początku naszej ery zamieszkiwali tereny dzisiejszej Boliwii, z głównym ośrodkiem w Tiahuanaco, ale także w Peru. Od II do V wieku tworzyli na tym obszarze wysoko rozwiniętą cywilizację (w pobliżu jeziora Titicaca). W XIV wieku zostali podbici przez imperium Inków. W okresie konkwisty hiszpańskiej częściowo wyniszczony.
Dziś największe ich skupisko pozostaje w rejonie jeziora Titicaca. Skupieni we wspólnotach, Ajmarowie trudnią się głównie rolnictwem, hodowlą, rybołówstwem i rzemiosłem. Część z nich po przeniesieniu się do miast pracuje głównie w górnictwie, budownictwie i usługach. Lud Ajmarów liczy w Boliwii 2,2 mln, a w Peru 300 tysięcy osób.

## Religia
W ich religii kult świętych katolickich uległ pomieszaniu z elementami wierzeń sprzed konkwisty.

### Duchy i herosi
W wierzeniach ludów Ajmara istniało wiele dobrych i złych duchów – opiekunów różnych miejsc. Do tych pierwszych należały duchy jezior i gór – Achachilowie oraz najmądrzejszy duch niebiański Ap’alani. Innym opiekuńczym duchem był Ipoqapaqa należący do grona duchów górskich. Uważano go za właściciela wszystkich lam, alpak i wigoni. Jemu składano w ofierze krew wyżej wymienionych zwierząt, aby pomógł utrzymać ich pogłowie.
Wszystkie pozostałe duchy należały do grupy złych, złośliwych, wyrządzających zniszczenie demonów.
Duchy Anchanchu związane były z określonymi miejscami, zwykle z jaskiniami, które były źródłem chorób i śmierci oraz z trąbami powietrznymi i obszarami izolowanymi. Męskiemu demonowi Jipi, związanego z górą o tej samej nazwie, Ajmarowie składali ofiary w wypadku przerwania ciąży lub poronienia. Gdy tak się nie stawało, duch Jipi zsyłał grad niszczący pola uprawne.
W życiu Ajmarów ważną rolę odgrywał wrogi męski duch gradu i lodu, Hank’o q’awani acacila. Indianie wierzyli, że duch ten mieszkał na jeziorze Titicaca, na wyspie Amantani. Do wrogich ludziom duchów należeli ponadto karzełkowaty Anchancho, do którego należały pokłady złota i srebra oraz przedmiotów wykonanych z tych surowców oraz Caricari, wysłannik ducha Aucca (Auki), który miał zabijać ludzi. Aucca był duchem gór, wzywanym przez czarowników do pomocy w leczeniu.